# Dora Udforskeren
Dora Udforskeren (engelsk: Dora the Explorer) er en amerikansk animeret børne-tv-serie, der kørte på Nickelodeon og Nick Jr. fra 2000 til 2019. Den blev skabt af Chris Gifford, Valerie Walsh Valdes og Eric Weiner. I Danmark blev det sendt på Nickelodeon, Nick Jr. og DR Ramasjang. Den bliver udgivet i en dansk version, udgivet af Sun Studio.